# Bronna Góra (miejsce straceń)

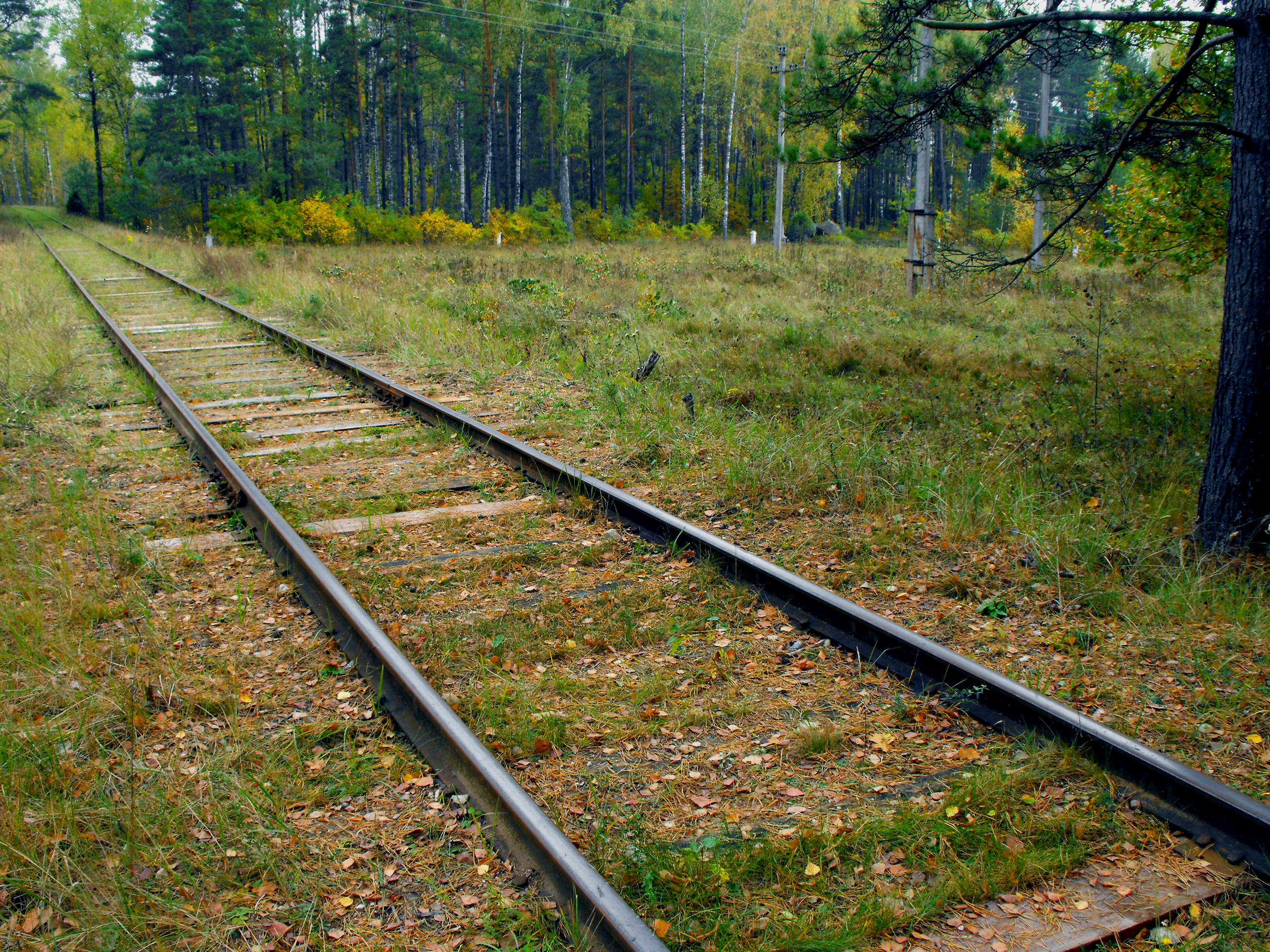
Tory kolejowe prowadzące do miejsca straceń (2014)

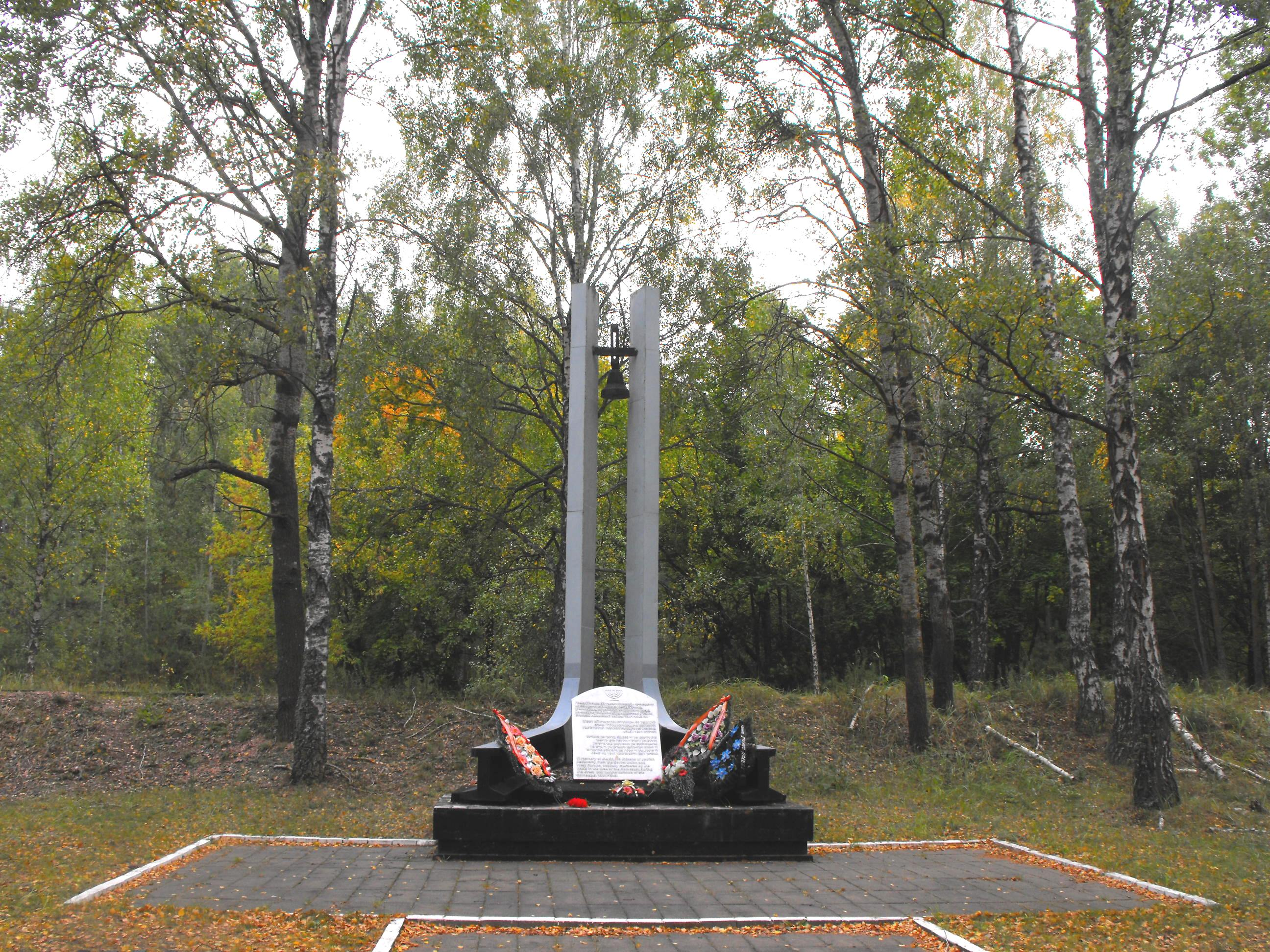
Miejsce pamięci z pomnikiem (2012)

Bronna Góra (biał. Бронная гара) – miejsce masowych zbrodni nazistowskich obok wsi Bronna Góra, popełnionych w 1942 roku na Białorusi, zamordowano tamże około 50 000 osób, w większości Żydów.

## Historia
Bronna Góra znajduje się koło Baranowiczów, w połowie drogi kolejowej pomiędzy Brześciem a Mińskiem. Teren przeznaczony na zbrodnie został ogrodzony przez niemiecką policję. 
Od maja do listopada 1942 roku Bronna Góra stała się miejscem masowych egzekucji ludzi z gett w Berezie, Horodecu, Janowie i Kobryniu. Trafili tu także Żydzi z Antopola przed likwidacją tamtejszego getta. Ofiary przywożono koleją. Przyjazd i odjazd pociągów ze stacji Bronna Góra był kontrolowany przez naczelnika stacji kolejowej Heila oraz oficerów dyżurnych o nazwiskach Pike i Schmidt.
Około 6:00 15 października 1942 roku nieżydowski mieszkaniec Brześcia poinformował Żydów z brzeskiego getta, że zostało ono otoczone przez Niemców. Żydzi zostali załadowani do wagonów w kierunku Bronnej Góry, gdzie zostali zamordowani poprzez rozstrzelanie, a ich ciała wrzucono do przygotowanych uprzednio dołów przez okolicznych chłopów. Masakra trwała cały dzień, zabito wówczas około 20 000 osób, prawdopodobnie wszyscy z nich byli narodowości żydowskiej. Zidentyfikowano co najmniej 12 260 ofiar. W 1944 roku, gdy Sowieci wyzwolili Brześć, w mieście ocalało tylko 9 Żydów.
Nie widadomo, które dokładnie oddziały nazistowskie były odpowiedzialne za przeprowadzenie egzekucji, jednak z pewnością zaangażowane były oddziały Sicherheitspolizei i Sicherheitsdienst. Niemcy wycofywali się terenu Białorusi w 1944 roku i próbowali zatrzeć ślady zbrodni. Przymusowi robotnicy wykopywali i palili zwłoki, a następnie sami zostali zabici.

## Upamiętnienie
Obecnie miejsce zbrodni i zbiorowa mogiła znajdują się w lesie, który przecina stare torowisko. Przy nim wzniesiono pomnik w kształcie wygiętych szyn z dzwonem oraz inskrypcją o treści: ponad 50 000 obywateli radzieckich oraz obywateli z Europy Wschodniej głównie narodowości żydowskiej zostało brutalnie zamordowanych przez faszystów podczas Wielkiej Wojny Ojczyźnianej, 1941–1945.